# Markus Hännikäinen
Markus Mikael Hännikäinen, född 26 mars 1993, är en finländsk professionell ishockeyspelare som spelar för HC Litvínov i Extraliga. Hans moderklubb är Kiekko-Tiikerit och han gjorde seniordebut säsongen 2011/12 för Jokerit i Liiga. Hännikäinen spelade i Finland fram till och med säsongen 2014/15 och representerade också HPK och JYP i Liiga, samt Kiekko-Vantaa i Mestis. Säsongen 2014/15 tog han ett finskt brons med JYP och tilldelades Matti Keinonen Award, som går till den spelare med bäst plus/minus-statistik.
Under de fem nästkommande säsongerna spelade Hännikäinen i Nordamerika. Han spelade över 90 NHL-matcher för Columbus Blue Jackets och i AHL vann han säsongen 2015/16 Calder Cup-slutspelet med Lake Erie Monsters. Under sin sista säsong i Nordamerika representerade Hännikäinen också Tucson Roadrunners i AHL. 2020 återvände han till Finland för spel med Jokerit, nu i KHL. Säsongen 2021/22 avslutade han med den tyska klubben Adler Mannheim i DEL, innan han inför säsongen 2022/23 anslöt till Linköping HC i Svenska Hockeyligan. Efter denna säsong återvände han till Mannheim där han tillbringade två säsonger. Sedan 2025 tillhör han HC Litvínov.
Hännikäinen gjorde A-landslagsdebut 2017 och spelade VM i Tyskland och Frankrike samma år. Som junior representerade han Finland vid två JVM och ett U18-VM. 

## Karriär

### Klubblag

#### 2011–2015: Första åren i Finland
Hännikäinen påbörjade sin ishockeykarriär i moderklubben Kiekko-Tiikerit. Han gick sedan vidare och spelade ungdoms- och juniorishockey för Jokerit. Säsongen 2011/12 kombinerade Hännikäinen spel i tre olika serier. Han spelade större delen av säsongen med Jokerit J20, med vilka han tog ett finskt juniorsilver. I slutspelet var han lagets poängmässigt bästa spelare med tio poäng på tolv matcher (fem mål, fem assist). Han spelade också för klubbens seniorlag och gjorde debut i Liiga den 20 oktober 2011, i en 0–3-förlust mot HIFK. Totalt spelade han 15 grundseriematcher med seniorlaget, dock utan att noteras för några poäng. Under denna säsong representerade Hännikäinen också Kiekko-Vantaa i Mestis, där han på tio matcher stod för två mål.
Säsongen 2012/13 spelade Hännikäinen 20 grundseriematcher och en slutspelsmatch för Jokerit i Liiga, där han stod för en assistpoäng. Större delen av säsongen tillbringade han dock med Kiekko-Vantaa i Mestis och med Jokerit U20. I april 2013 bekräftades det att Hännikäinen förlängt sitt avtal med Jokerit med ytterligare två säsonger. Den följande säsongen representerade Hännikäinen tre olika klubbar. Han gjorde sitt första mål i Liiga, för Jokerit, den 8 januari 2014, i en match mot Ässät. Totalt spelade han 18 grundseriematcher för klubben där han producerade tre mål och tre assist. Han spelade också två slutspelsmatcher för Jokerit där han noterades för ett mål. I januari 2014 lånade Hännikäinen också ut under fyra matcher till seriekonkurrenten HPK, där han gick poänglös. För tredje säsongen i följd spelade han också för Kiekko-Vantaa i Mestis där han gjorde två mål och fem assist på 15 grundseriematcher.
Efter att ha fått en inbjudan från NHL-laget Columbus Blue Jackets medverkade Hännikäinen under sommaren 2014 i klubben träningsläger. Han hade vid denna tidpunkt lämnat Jokerit, som nu bytt serie från Liiga till KHL. I mars 2014 stod det klart att Hännikäinen skrivit ett tvåårsavtal med JYP. Detta kom att bli Hännikäinens genombrottssäsong då han på 60 grundseriematcher noterades för 46 poäng. Med 19 gjorda mål var han lagets näst bästa målskytt, dessutom tilldelades han Matti Keinonen Award då han haft bäst plus/minus-statistik av samtliga spelare i grundserien (22). I slutspelet slog JYP ut Esbo Blues i kvartsfinalserien med 4–0 i matcher, innan man själva slogs ut av grundseriesegrarna Kärpät med 4–3. Hännikäinen tilldelades därefter ett finskt brons sedan JYP besegrat Lukko med 1–2 i matchen om tredjepris. På tolv slutspelsmatcher noterades han för fyra mål och fem assistpoäng.

#### 2015–2020: Spel i Nordamerika

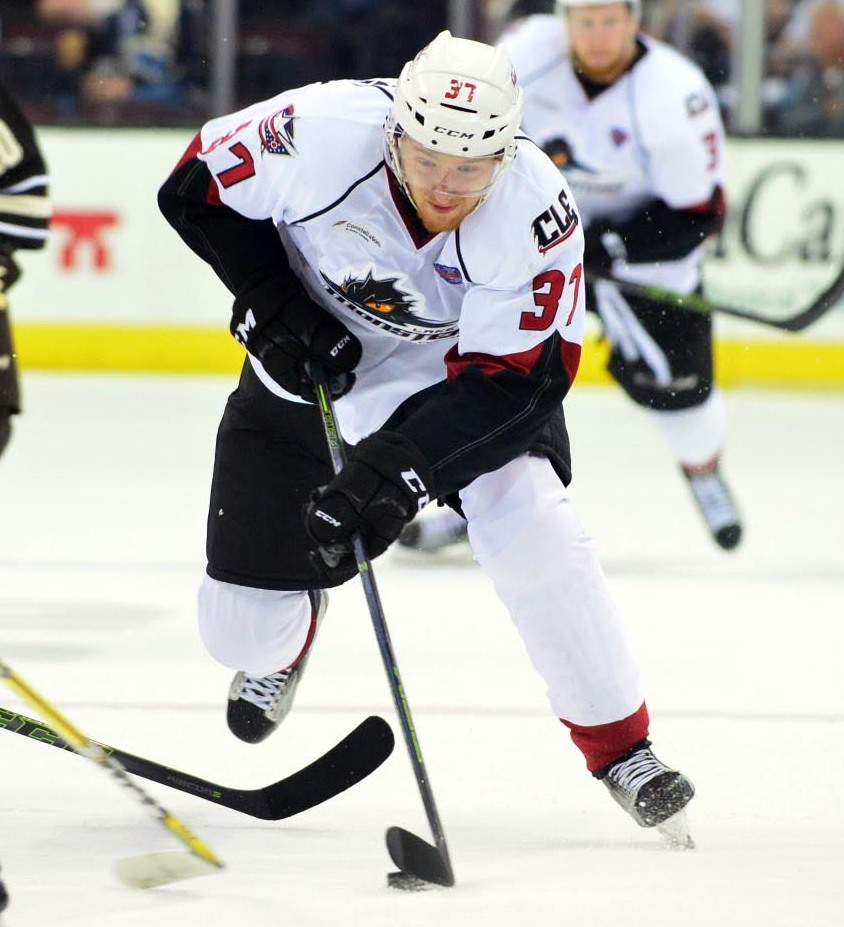
Hännikäinen under en av Calder Cup-finalerna 2016.

Den 20 april 2015 bekräftade NHL-klubben Columbus Blue Jackets att man skrivit ett tvåårsavtal med Hännikäinen. Han lämnade därefter Finland för spel i Nordamerika, där han påbörjade säsongen 2015/16 i AHL med Blue Jackets farmarlag Lake Erie Monsters. I sin AHL-debut den 9 oktober 2015 noterades han för sitt första mål i ligan, på Nathan Lieuwen, i en 3–6-förlust mot Rochester Americans. Under säsongens gång spelade Hännikäinen totalt fyra NHL-matcher. Han gjorde debut i ligan den 28 november 2015 i en 1–3-förlust mot St. Louis Blues. Hännikäinen fick dock lämna matchen i förtid sedan han ådragit sig en axelskada efter en tackling av Scottie Upshall. Han var därefter borta från spel i sju veckor. Större delen av säsongen tillbringade han med Monsters i AHL, där han noterades för 20 poäng (7 mål, 13 assist) på 50 grundseriematcher. I Calder Cup-slutspelet slog Monsters i tur och ordning ut Rockford Icehogs (3–0), Grand Rapids Griffins (4–2), Ontario Reign (4–0). I finalserien vann klubben för första gången någonsin Calder Cup, sedan man besegrat Hershey Bears med 4–0 i matcher. På 16 slutspelsmatcher noterades Hännikäinen för tio poäng, varav tre mål.
Hännikäinen inledde även sin andra säsong i Nordamerika i AHL, med farmarklubben som nu bytt namn till Cleveland Monsters. Inför säsongen utnämndes han att vara en av de assisterande lagkaptenerna i Monsters. Den 25 oktober 2016, i sin femte match i grundserien, gjorde Hännikäinen sitt första hat trick i AHL, då Iowa Wild besegrades med 7–3. De regerande mästarna Monsters misslyckades att ta sig till Calder Cup-slutspelet och på 57 matcher stod Hännikäinen för 37 poäng. Med 19 gjorda mål var han också lagets främsta målskytt. Totalt spelade Hännikäinen också tio matcher för Blue Jackets i NHL. Den 21 januari 2017 gjorde han sitt första NHL-mål, på Michael Leighton, i en 3–2-seger mot Carolina Hurricanes. Innan grundseriens slut meddelades det den 21 mars 2017 att Blue Jackets förlängt kontraktet med Hännikäinen med ytterligare två säsonger. Hännikäinen noterades för ett mål och en assist på tio NHL-matcher under säsongens gång.
Hännikäinen tillbringade större delen av säsongen 2017/18 i NHL. På 33 grundseriematcher stod han för tre mål och tre assist. Utöver dessa matcher spelade han också åtta matcher för Monsters i AHL. Den efterföljande säsongen spelade Hännikainen enbart för Blue Jackets i NHL. Han gjorde sin poängmässigt bästa grundserie där han på 44 matcher noterades för sju poäng, varav fyra mål. Laget var det sista från Eastern Conference att ta sig till slutspelet. I den första rundan slog Blue Jackets ut Tampa Bay Lightning med 4–0 i matcher. Den 6 maj 2019, i vad som kom att bli kvartsfinalseriens sista match, gjorde Hännikainen debut i Stanley Cup-slutspelet. Laget förlorade serien mot Boston Bruins med 4–2 i matcher.
Månaden därpå, den 17 juni 2019 stod det klart att Hännikäinen förlängt sitt avtal med Blue Jackets med ytterligare ett år. Han tillbringade hela säsongen i AHL, till en början för Cleveland Monsters. Den 24 februari 2020 bekräftades det dock att Hännikäinen blivit bortbytt av Blues Jackets till Arizona Coyotes mot ett val i den sjunde rundan av NHL Entry Draft 2020. Därefter fick han avsluta säsongen för Coyotes farmarklubb Tucson Roadrunners. Totalt spelade han 35 AHL-matcher för de båda klubbarna under säsongens gång, där han stod för 22 poäng (tio mål, tolv assist).

#### Från 2020: Återkomst till Europa

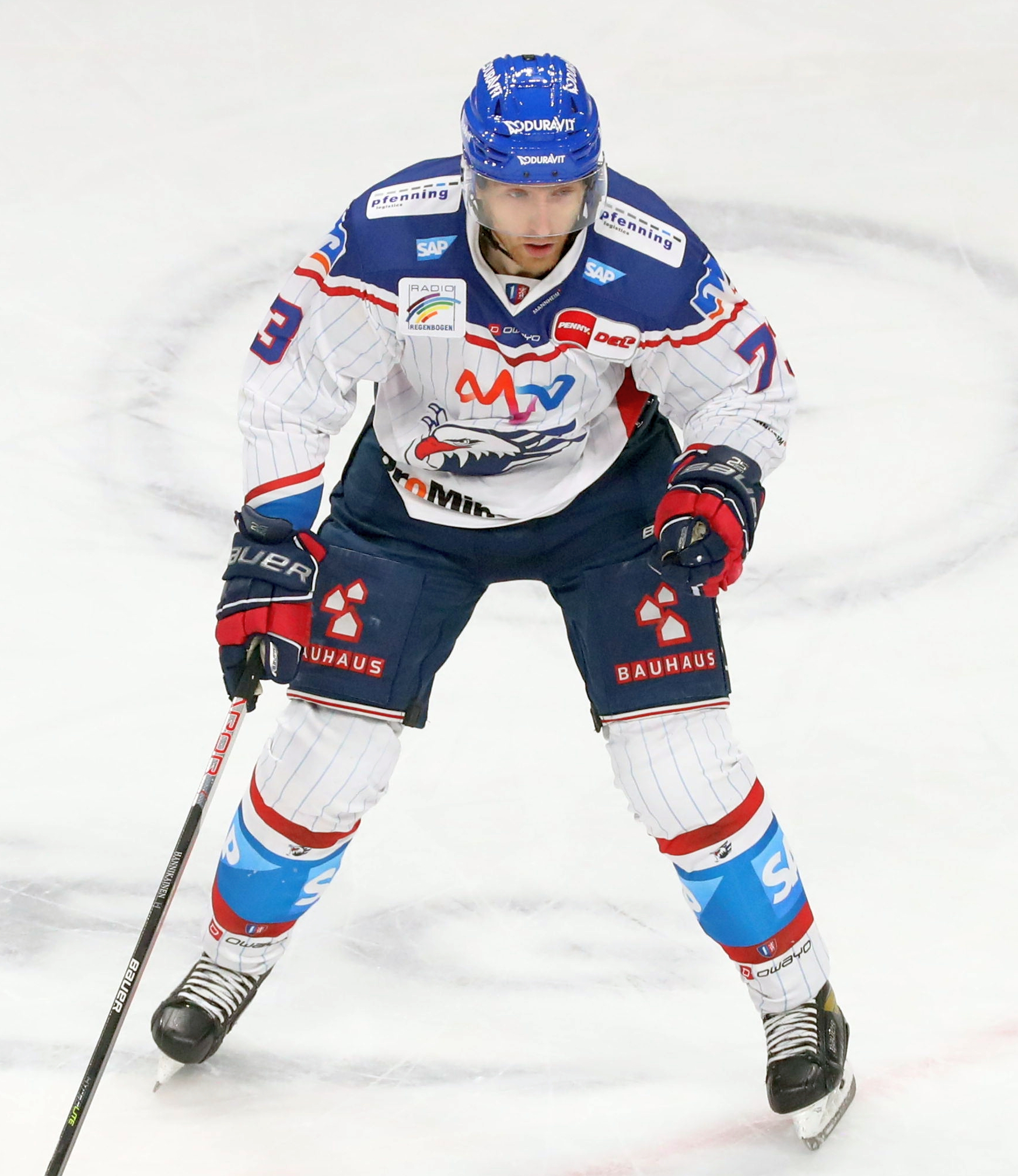
Hännikäinen med Adler Mannheim 2022.

Efter fem säsonger i Nordamerika bekräftades det den 16 december 2020 att Hännikainen återvänt till Finland för spel med Jokerit, denna gång i KHL. Månaden därpå, den 10 januari 2021, gjorde han KHL-debut i en 3–2-seger mot Avtomobilist Jekaterinburg. Senare samma månad, den 23 januari, gjorde han sitt första mål i ligan, på Alexander Sharychenkov, i en 1–3-seger mot HK CSKA Moskva. På 21 grundseriematcher stod Hännikäinen för fem mål och tre assistpoäng. I Gagarin Cup-slutspelet slogs Jokerit ut i åttondelsfinal mot Lokomotiv Jaroslavl med 4–0 i matchserien.
Den 18 mars 2021 stod det klart att Hännikäinen förlängt sitt avtal med Jokerit med ytterligare två säsonger. På grund av Covid-19-pandemin förkortades grundserien den följande säsongen. Hännikäinen spelade 44 matcher och stod noterad för 16 poäng (5 mål, 11 assist). Jokerit, som slutade på andra plats i Western Conference, meddelade den 25 februari 2022 att man avstått sin plats i slutspelet, på grund av Rysslands invasion av Ukraina.
Tre dagar senare, den 28 februari, bekräftades det att Hännikäinen värvats av den tyska klubben Adler Mannheim i DEL för återstoden av säsongen. Den 2 mars gjorde han DEL-debut och noterades också för sitt första mål i ligan, på Philipp Dietl, i en 3–1-seger mot Straubing Tigers. Mannheim slutade på femte plats i grundserien där Hännikäinen på 14 matcher producerade två mål och tre assistpoäng. I det efterföljande slutspelet slog laget ut Straubing Tigers i kvartsfinal, innan man själva besegrades av Eisbären Berlin i semifinalserien med 3–2 i matcher. Hännikäinen gjorde i slutspelet fyra poäng, varav ett mål, på nio matcher.
Den 28 maj 2022 bekräftade Linköping HC i SHL att man skrivit ett ettårskontrakt med Hännikäinen. Den 17 september samma år gjorde han SHL-debut i en match mot Örebro HK. Han gjorde sitt första mål i SHL den 6 oktober 2022, på Joe Cannata, i en 4–2-seger mot IK Oskarshamn. I början av december 2022 ådrog sig Hännikäinen en handskada vilken gjorde att han missade sex matcher av grundserien. Totalt noterades han för 19 poäng på 46 matcher (8 mål, 11 assist). Kort efter att grundserien avslutats meddelades det att Hännikäinen lämnat Linköping HC.
Den 10 augusti 2023 bekräftades det att Hännikäinen återvänt till Adler Mannheim, med vilka han skrivit ett ettårskontrakt. Mannheim slutade på sjunde plats i grundserien, där Hännikäinen på 51 matcher noterades för 22 poäng, varav sju mål. På grund av en skada missade han en stor del av slutspelet där laget slogs ut i kvartsfinal av Eisbären Berlin. Den 15 juli 2024 bekräftades det att Hännikäinen förlängt sitt avtal med Mannheim med ytterligare en säsong. Den efterföljande säsongen var Hännikäinens poängmässigt bästa i den tyska ligan och sin bästa sedan säsongen 2016/17. På 47 grundseriematcher noterades han för 24 poäng (12 mål, 12 assist). Den 15 januari 2025 noterades han för ett hattrick då Düsseldorfer EG besegrades med 6–0. Laget slutade på fjärde plats i grundserien och tog sig därefter till semifinal i det följande slutspelet; där slogs man ut med 4–2 i matcher mot Eisbären Berlin.
Den 9 juni 2025 bekräftades det att Hännikäinen lämnat Mannheim för spel i den tjeckiska klubben HC Litvínov i Extraliga.

### Landslag

#### 2011–2013: Ungdoms- och juniorlandslag
2011 blev Hännikäinen uttagen att spela U18-VM i Tyskland. Finland slutade på tredje plats i grupp B och i kvartsfinal åkte laget ut mot Ryssland efter en 5–2-förlust. Finland slutade på femte plats sedan man besegrat värdnationen Tyskland i en placeringsmatch med 6–0. På sex spelade matcher noterades Hännikäinen för ett mål.
Året därpå blev han uttagen att spela JVM i Kanada. Efter att ha inlett gruppspelet med en 1–8-förlust mot just Kanada, vann laget resterande matcher i gruppspelet. I kvartsfinal slogs Slovakien ut med 8–5, innan man besegrades av Sverige i semifinal med 3–2. Finland förlorade därefter också bronsmatchen mot Kanada, med 4–0, och slutade därmed på fjärde plats i turneringen. Hännikäinen stod för en assistpoäng på sju spelade matcher.
Hännikäinen spelade sitt andra och sista JVM 2013 i Ryssland. Laget misslyckades att ta sig till slutspel sedan man slutat på fjärde plats i grupp A och tvingades därför spela i nedflyttningsgruppen. Laget kvalificerade sig till JVM 2014 efter storsegrar mot Tyskland (8–0) och Slovakien (11–4). Hännikäinen spelade sex matcher och gick poänglös ur turneringen.

#### 2017–2023: A-landslaget
Den 27 april 2017 gjorde Hännikäinen A-landslagsdebut för Finland i en 3–2-förlust mot Tjeckien. Månaden därpå spelade han VM, som avgjordes i Tyskland och Frankrike. I den fjärde gruppspelsmatchen, den 10 maj 2017, gjorde Hännikäinen sitt första A-landslagsmål, på Gašper Krošelj, i en 5–2-seger mot Slovenien. I den följande gruppspelsmatchen avgjorde han till Finlands fördel då han fastställde slutresultatet 2–3 i förlängning mot Norge. Finland blev sista lag att ta sig till slutspel i grupp B. I kvartsfinal besegrade man USA med 2–0, innan man föll i semifinal mot Sverige med 1–4. Laget förlorade sedan också den efterföljande bronsmatchen mot Ryssland med 5–3 och slutade därmed på fjärde plats i turneringen. På tio spelade matcher stod Hännikäinen för tre poäng, varav två mål.

## Statistik

### Klubblag
| 2011–12      | Jokerit               | Liiga        | 15  | 0  | 0  | 0  | 4  | —  | — | — | —  | — |
| 2011–12      | Kiekko-Vantaa         | Mestis       | 10  | 2  | 0  | 2  | 4  | —  | — | — | —  | — |
| 2012–13      | Jokerit               | Liiga        | 20  | 0  | 1  | 1  | 4  | 1  | 0 | 0 | 0  | 0 |
| 2012–13      | Kiekko-Vantaa         | Mestis       | 21  | 3  | 6  | 9  | 4  | —  | — | — | —  | — |
| 2013–14      | Jokerit               | Liiga        | 18  | 3  | 3  | 6  | 4  | 2  | 1 | 0 | 1  | 0 |
| 2013–14      | Kiekko-Vantaa         | Mestis       | 15  | 2  | 5  | 7  | 2  | —  | — | — | —  | — |
| 2013–14      | HPK                   | Liiga        | 4   | 0  | 0  | 0  | 4  | —  | — | — | —  | — |
| 2014–15      | JYP                   | Liiga        | 60  | 19 | 27 | 46 | 51 | 12 | 4 | 5 | 9  | 6 |
| 2015–16      | Lake Erie Monsters    | AHL          | 50  | 7  | 13 | 20 | 20 | 16 | 3 | 7 | 10 | 2 |
| 2015–16      | Columbus Blue Jackets | NHL          | 4   | 0  | 0  | 0  | 0  | —  | — | — | —  | — |
| 2016–17      | Cleveland Monsters    | AHL          | 57  | 19 | 18 | 37 | 22 | —  | — | — | —  | — |
| 2016–17      | Columbus Blue Jackets | NHL          | 10  | 1  | 1  | 2  | 6  | —  | — | — | —  | — |
| 2017–18      | Columbus Blue Jackets | NHL          | 33  | 3  | 3  | 6  | 6  | —  | — | — | —  | — |
| 2017–18      | Cleveland Monsters    | AHL          | 8   | 0  | 3  | 3  | 0  | —  | — | — | —  | — |
| 2018–19      | Columbus Blue Jackets | NHL          | 44  | 4  | 3  | 7  | 2  | 1  | 0 | 0 | 0  | 0 |
| 2019–20      | Cleveland Monsters    | AHL          | 28  | 7  | 11 | 18 | 6  | —  | — | — | —  | — |
| 2019–20      | Tucson Roadrunners    | AHL          | 7   | 3  | 1  | 4  | 0  | —  | — | — | —  | — |
| 2020–21      | Jokerit               | KHL          | 21  | 5  | 3  | 8  | 8  | 4  | 0 | 0 | 0  | 0 |
| 2021–22      | Jokerit               | KHL          | 44  | 5  | 11 | 16 | 13 | —  | — | — | —  | — |
| 2021–22      | Adler Mannheim        | DEL          | 14  | 2  | 3  | 5  | 4  | 9  | 1 | 3 | 4  | 2 |
| 2022–23      | Linköping HC          | SHL          | 46  | 8  | 11 | 19 | 10 | —  | — | — | —  | — |
| 2023–24      | Adler Mannheim        | DEL          | 51  | 7  | 15 | 22 | 16 | 2  | 0 | 1 | 1  | 2 |
| 2024–25      | Adler Mannheim        | DEL          | 47  | 12 | 12 | 24 | 10 | 10 | 0 | 3 | 3  | 2 |
| AHL totalt   | AHL totalt            | AHL totalt   | 150 | 36 | 46 | 82 | 48 | 16 | 3 | 7 | 10 | 2 |
| Liiga totalt | Liiga totalt          | Liiga totalt | 117 | 22 | 31 | 53 | 67 | 15 | 5 | 5 | 10 | 6 |
| DEL totalt   | DEL totalt            | DEL totalt   | 112 | 21 | 30 | 51 | 30 | 21 | 1 | 7 | 8  | 6 |
| NHL totalt   | NHL totalt            | NHL totalt   | 91  | 8  | 7  | 15 | 14 | 1  | 0 | 0 | 0  | 0 |
| KHL totalt   | KHL totalt            | KHL totalt   | 65  | 10 | 14 | 24 | 21 | 4  | 0 | 0 | 0  | 0 |

### Internationellt
| År            | Lag           | Turnering     | Matcher | Mål | Assists | Poäng | Utv. |
| ------------- | ------------- | ------------- | ------- | --- | ------- | ----- | ---- |
| 2011          | Finland U18   | U18-VM        | 6       | 1   | 0       | 1     | 0    |
| 2012          | Finland J20   | JVM           | 7       | 0   | 1       | 1     | 0    |
| 2013          | Finland J20   | JVM           | 6       | 0   | 0       | 0     | 8    |
| 2017          | Finland       | VM            | 10      | 2   | 1       | 3     | 2    |
| Junior totalt | Junior totalt | Junior totalt | 19      | 1   | 1       | 2     | 8    |
| Senior totalt | Senior totalt | Senior totalt | 10      | 2   | 1       | 3     | 2    |